# Asturianische Literatur
Die asturianische Literatur (oder asturische Literatur mit eher geographischer statt linguistischer Fokussierung) umfasst Texte in der seit dem 11. Jahrhundert greifbaren asturischen Sprache und ihren Dialekten, die schon bald durch das Castellano (Kastilische) verdrängt und erst im 20. Jahrhundert als eigenständige Sprache anerkannt und standardisiert wurde. Sie teilt viele Merkmale mit dem in der angrenzenden Provinz León gesprochenen Leonesischen und dem in Miranda do Douro, einem Teil Portugals, gesprochenen Mirandesisch. Beides sind ebenfalls Varianten der asturleonesischen Sprache, haben jedoch nur in geringerem Umfang zur Literatur beigetragen.

## 1100–1700
Einige Dokumente aus dem 11. bis 14. Jahrhundert tragen bereits die sprachlichen Merkmale des Asturischen. Frühestes Beispiel ist der Fuero de Avilés von 1085, ein Dokument, in dem König Alfons VI. von León der Stadt Avilés eine Reihe von Rechten zusicherte. Aus dem 13. Jahrhundert stammt u. a. der nur in einer Abschrift erhaltene Fuero de Oviedo, eine Sammlung von Zivilgesetzen, die in der Kathedrale von Oviedo (ast.: Uviéu) aufbewahrt wird. Eine andere Gesetzessammlung des 13. Jahrhunderts in asturischer Sprache war der Fueru Xulgu. Doch schon seit dem 15. Jahrhundert verdrängte die kastilische Sprache das Asturianische, was auch für das eng verwandte Leonesische galt.
Während die asturische Sprache (wie auch andere spanische Regionalsprachen) während der sieglos escuros (der dunklen Jahrhunderte von 1500 bis 1700) aus geschriebenen Texten verschwand, überlebte sie in mündlicher Form. Das erste erhaltene Werke der neuzeitlichen asturischen Literatur stammt von dem humanistisch gebildeten Geistlichen Antón González Reguera (Antón de Marirreguera). Es handelt sich um ein populäres Gedicht über den Streit der Städte Oviedo und Mérida um die Asche der Heiligen Eulalia von Mérida, das bei einem Wettbewerb ausgezeichnet wurde (Pleitu ente Uviéu y Mérida pola posesión de les cenices de santa Olaya, 1639). Erhalten sind weiterhin einige Fabeln, Theaterstücke und Romanzen des Autors sowie sein von Platon beeinflusster Diálogu políticu. Außer diesen ist aus dem 17. Jahrhundert nur die satirische Romanze El caballu von Francisco Bernaldo de Quirós Benavides (ca. 1675, älteste erhaltene Ausgabe 1707) überliefert, in dem der Autor die Qualitäten seines Pferdes anpreist, das er verkaufen will.

## Die asturianische Aufklärung

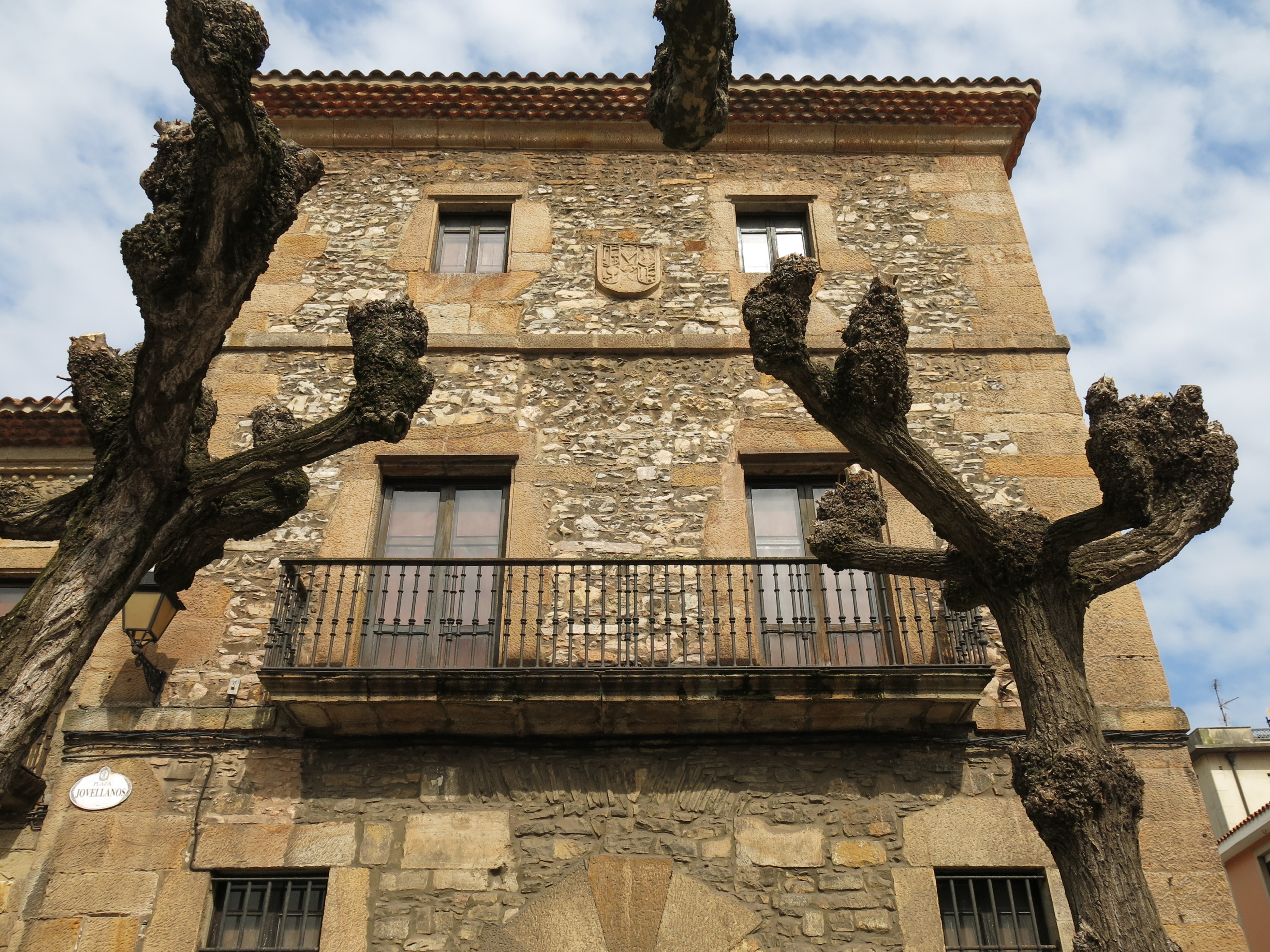
Geburtshaus von Jovellanos und Museum in Cimavilla, Stadt Gijón (Xixón)

Mitte der 1740er Jahre verfasste der Staatsmann und wichtige Vertreter der spanischen Aufklärung Gaspar Melchor de Jovellanos (1744–1811) einige Schriften über den historischen und kulturellen Wert Asturiens und versuchte sich – allerdings erfolglos – an der Erstellung eines Wörterbuchs und einer Grammatik sowie der Einrichtung einer Sprachakademie. Später nahm er an der Volksbewegung gegen die französische Besatzung teil, wurde aber verbannt und verfolgt. Zu den erwähnenswerten Schriftstellern asturischer Sprache des 18. Jahrhunderts gehört auch Xuan González Villar y Fuertes (1746–1820) mit seinem Gedicht La Xudit (1770; Neuausgabe 1991) über den Tod des Holofernes durch Judiths Hand. Auch die erste Allgemeine und Literaturgeschichte Asturiens von Carlos González de Posada (in spanischer Sprache, 1794) wurde erst 1863 gedruckt.

## Das 19. Jahrhundert
Im 19. Jahrhundert erfolgten unter dem Einfluss der Romantik die ersten Sammlungen traditioneller Lieder und Gedichte in asturischer Sprache. Die 1839 publizierte Gedichtsammlung des Politikers und Historikers José Caveda y Nava (1796–1882) galt als Referenz für spätere Anthologien. Xuan María Acebal (1815–1895) schrieb Gedichte, die allerdings erst 1925 gedruckt wurden. Teodoro Cuesta (1829–1895), Flötist und Dirigent, schrieb Liedtexte und Gedichte. Diese wurden posthum von Bernardo Acevedo y Huelves (1849–1920) herausgegeben, der auch eigene Gedichte verfasste. Für das Fehlen von Publikationsmöglichkeiten war nicht zuletzt die starke Verankerung des Carlismus in der Autonomiebewegung Asturiens und Léons verantwortlich, die sich mit der Kirche und vor allem mit den Jesuiten gegen die Liberalisierung stemmte. So geriet die asturianische Kulturbewegung in den Ruf, sich gemeinsam mit absolutistischen Kräften der Modernisierung zu verweigern und folkloristisch-rustikale und archaische Traditionen zu pflegen. Erst in den 1880er Jahren stieg das Interesses an der asturischen Geschichte und Literatur wider, die in einem heroischen und romantischen Licht erschienen. 1885 veröffentlichte Máximo Fuertes Acevedo eine von diesem Geist geprägte erste Geschichte der asturischen Literatur in spanischer Sprache.
Portugal
1884 publizierte der Philologe und Schriftsteller José Leite de Vasconcellos den ersten Gedichtband in Mirandesisch unter dem Titel Flores Mirandesas. Wichtigster Autor des 19. Jahrhunderts war Bernardo Fernandes Monteiro (ca. 1825–1906), der Lieder und Gedichte sammelte. Wegen der politischen Grenze, die das Sprachgebiet durchzog, verwendeten diese Autoren die portugiesische Orthographie weil die größere Zahl der Sprecher in Portugal lebte.

## Rexionalismu des frühen 20. Jahrhunderts
Vor dem und im Ersten Weltkrieg erstarkte die politisch-kulturelle Bewegung des Rexionalismu („Regionalismus“), in der sich 1918 erneut ein überwiegend konservativer, auch von den Carlisten ausgehende Widerstand gegen die Dominanz des Kastilischen artikulierte. Marcos del Torniello (1853–1938) aus Avilés, Journalist, Komponist, Lyriker und Theaterdichter in der Volkssprache (bable) war ein wichtiger Wegbereiter des asturischen Rexonalismu, Pepín de Pría (1864–1928) ein Vertreter des spätromantischen Costumbrismo in asturischer Sprache. Der Priester Galo Antonio Fernández (Fernán Coronas, 1884–1939) verfasste patriotische und religiöse Dichtung, die in viele andere Sprachen übersetzt wurde. Er übte einen großen Einfluss auf Grammatik und Orthographie der modernen asturischen Sprache aus und verfasste ein Wörterbuch mit 14.000 Einträgen.
Im Asturischen Bergarbeiterstreik 1934 radikalisierte sich der Widerstand gegen die Zentralregierung. Pachín de Melás (Emilio Robles Muñiz, 1877–1938), Schlosser und Schriftsteller, trat mit seinen Schriften für die asturische Arbeiterbewegung ein. Während des Spanischen Bürgerkriegs versuchte er die Gebeine von Gaspar Melchor de Jovellanos aus der brennenden Kirche San Pedro in Gijón zu retten. 1938 starb er in einem franquistischen Gefängnis. Damit fand der asturische Rexionalismu ein jähes Ende.

## Das asturische Surdim(i)ento seit dem Ende der Franco-Zeit
Während der Franco-Ära war die offizielle Verwendung der asturischen Sprache verboten. 1974 setzte in Asturien eine erneute Bewegung zur Verbesserung der Akzeptanz und breiteren Verwendung der Sprache ein, das Surdimiento (Surdimento, Surgimento, dt. „Erwachen“). Basierend auf Ideen der asturischen Vereinigung Conceyu Bable über asturische Sprache und Kultur wurde ein Plan zur Steigerung der Akzeptanz und Modernisierung der Sprache entwickelt, der 1980 mit Zustimmung des Regionalrates von Asturien zur Gründung der Akademie für Asturische Sprache führte. Seit 2017 vergibt diese den Premiu Nacional de Lliteratura Asturiana.
Zu den Vorkämpfern dieser Bewegung zählte vor allem Nel Amaro (1946–2011), der Sohn eines der Protagonisten des asturischen Bergarbeiterstreiks 1962/63, dessen Familie verfolgt wurde. Amaro war politischer und Kulturaktivist, Dichter, Erzähler (Prietu Jazz, 1993), Romanautor, Dramatiker und Publizist (¡¡¡Falanxista!!!, 2000) zugleich. Weitere Vertreter des frühen Surdimento waren der romantische Lyriker Pablo Ardisana (1940–2017) und Manuel Asur (* 1947) mit seinen Cancios (Gedichten) in asturleonesischer Sprache.

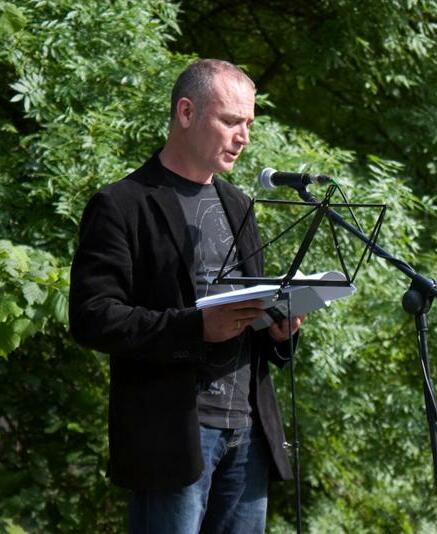
Xuan Bello (2012)

Zur zweite Generation des Surdimiento, die meist sowohl in spanischer als auch in asturischer bzw. asturleonesischer Sprache schreiben, zählen der Dramatiker Lluis Antón González (* 1955), die Lyrikerin Esther Prieto Alonso (* 1960) (Edá de la memoria, 1992), der Erzähler und Theaterautor Adolfo Camilo Díaz (* 1963) (Añada pa un güeyu, 1995), ferner der erste Träger des Premiu Nacional de Lliteratura Asturiana, der Romanautor, Lyriker und Übersetzer Xuan Bello (1965–2025) (El llibru vieyu, 1994), der Lyriker, Roman- und Jugendbuchautor und Übersetzer Pablo Antón Marín Estrada (* 1966) (Les hores, 1990), der Lyriker und Romanautor Xandru Fernández (* 1970), die Lyrikerin und Linguistin Tares Lorences und die Lyrikerin und Jugendbuchautorin Berta Piñán.

## Buchmarkt
Das Zentralasturische ist der asturische Dialekt mit den meisten Sprechern (mehr als 80 Prozent) und die Basis für das heutige Standardasturisch. Die erste asturische Grammatik wurde 1998 veröffentlicht, das erste moderne Wörterbuch im Jahr 2000. Gegenwärtig erscheinen in der asturischen Sprache etwa 150 Veröffentlichungen pro Jahr für 400.000 bis 600.000 Sprecher bzw. Leser, davon 100.000, die Asturisch als Erstsprache verwenden. Allerdings ist ein weiterer Rückgang der Zahl der Muttersprachler zu erwarten. Die UNESCO nahm das Asturische 2002 im Atlas of the World’s Languages in Danger of Disappearing als bedrohte Sprache auf.

## Mirandesisch in Portugal
In Portugal sammelte der Ethnologe und Museumswissenschaftler António Maria Mourinho (1917–1996) Lieder und Gedichte in Mirandesisch, das als eigene Sprache anerkannt ist und heute noch von etwa 10.000 Menschen in den Dörfern um die Stadt Miranda do Douro gesprochen wird. Außer einigen Asterix-Übersetzungen sind derzeit jedoch keine neuen Bücher greifbar.